# Kościół Jezusa Chrystusa Dobrego Pasterza w Mielcu
Kościół Jezusa Chrystusa Dobrego Pasterza w Mielcu – zbór Kościoła Bożego działający w Mielcu, będący społecznością protestancką o charakterze zielonoświątkowym.
Nabożeństwa odbywają się w każdą niedzielę o godz. 17:30 przy ul. Chopina 8.